# Manuel Bölstler
Manuel Bölstler (* 26. April 1983 in Tübingen) ist ein ehemaliger deutscher Fußballprofi.

## Karriere
Als Vierjähriger begann Manuel Bölstler mit dem Fußballspielen beim SSV Reutlingen. Zehn Jahre später wechselte er zum VfB Stuttgart, wo er sich erfolgreich durch die Jugend spielte und unter anderem auf A-Jugend-Ebene Pokalsieger und Vizemeister wurde. In der Saison 2001/02 lief er erstmals für die zweite Mannschaft auf.
Danach wechselte er zunächst in die Niederlande zum friesländischen Cambuur Leeuwarden. In seinem ersten Jahr bei dem Zweitligisten kam er als Einwechselspieler immerhin auf 14 Einsätze. In der Spielzeit darauf hatte er dann schon einen festen Platz im Mittelfeld der Niederländer. Gegen Ende der Saison traten allerdings Knieprobleme bei ihm auf, die eine Operation und eine lange Pause zur Folge hatten. So kam er in der Saison 2004/05 nicht mehr zum Einsatz und verließ schließlich Cambuur, um wieder nach Deutschland zurückzukehren.
Bölstler schloss sich dem Süd-Regionalligisten SV Darmstadt 98 an. Nach einem Jahr wechselte er in die Nordliga zum Wuppertaler SV. In den drei Jahren in der dritthöchsten Liga war er bis auf eine mehrmonatige Verletzungspause wegen einer Kapselverletzung jeweils Stammspieler bei seinen Vereinen.
2008 wechselte Bölstler zum Meister der Regionalliga Nord und Zweitligaaufsteiger Rot Weiss Ahlen, wo er einen Vertrag bis 2010 unterschrieb. Nach drei Zweitligaeinsätzen zog er sich allerdings erneut eine komplizierte Kapselverletzung zu, die ihn wieder einige Zeit außer Gefecht setzte. Insgesamt kam er in der Saison 2008/09 zu neun Zweitligaeinsätzen. Am 27. August 2009 unterschrieb er einen Vertrag beim Drittligisten FC Rot-Weiß Erfurt. Dort ergatterte er sich auf Anhieb einen Stammplatz und erzielte in seinen 28 Partien der Spielzeit 2009/10 zwei Treffer. Zu Beginn der nächsten Saison verließ er die Erfurter jedoch wieder und schloss sich dem Zweitligisten Arminia Bielefeld an. Dort war er unter Trainer Christian Ziege Stammspieler, wurde jedoch nach dessen Entlassung und einem Leistenbruch vom neuen Trainer Ewald Lienen in die zweite Mannschaft versetzt, da dieser nicht mehr mit ihm plante. Aufgrund dieser Versetzung kam es zu einem ersten Gerichtsverfahren. Es ging um die Frage, ob der Vertrag nur Gültigkeit für die zweite Liga hatte oder auch die unteren Ligen mit einschloss. Das Gericht entschied, dass Bölstler auch am Training der zweiten Mannschaft teilnehmen müsse. Später kam es zu einem zweiten Verfahren, da Bölstler nach dem Abstieg laut Arminia keinen gültigen Vertrag mehr besaß. Jedoch entschied das Gericht wieder, dass der Vertrag auch für die unteren Ligen galt.
Nach dem Abstieg der Arminia nach der Saison 2010/11 in die dritte Liga schloss sich Bölstler dem israelischen Zweitligisten Hapoel Kfar Saba an und war somit der erste deutsche Fußballprofi in Israel. Direkt nach der Vorbereitung wurde er zudem zum neuen Kapitän gewählt. Des Weiteren wurde Bölstler sofort Stammspieler und für Trainer Guy Azouri war der Mittelfeldakteur eine wichtige Schlüsselfigur, der er viele Freiheiten gewährte, in der Hoffnung, dass Bölstler das Spiel an sich reißen konnte. Der Trainer sprach mit Bölstler sogar jede Trainingseinheiten, das System und die Aufstellung durch. Außerdem beobachtete Bölstler immer wieder die gegnerischen Vereine, um seine Mannschaft gut auf das Spiel vorbereiten zu können. Nach einer nur kurzen Zeit wurde er vom Trainer und der Mannschaft „Co-Trainer“ genannt. Somit wurde Bölstler zum wichtigsten Führungsspieler der noch recht jungen Mannschaft. Durch seine starken Auftritte in der zweiten Liga wurden mehrere Erstligisten auf ihn aufmerksam. Jedoch wollte er vorzeitig aufgrund der unsicheren politischen Lage keinen Vertrag unterzeichnen und kehrte erstmal nach Deutschland zurück.
In der Saison 2012/13 stand Bölstler beim Drittligisten Karlsruher SC unter Vertrag. Aufgrund eines Kreuzbandrisses kam er dort nicht zum Einsatz, und der ursprünglich bis Ende Juni 2014 gültige Vertrag wurde nach der Saison aufgelöst. Nach der verletzungsbedingten Pause spielte er die Saison 2013/14 in der Oberliga Westfalen für den FC Gütersloh 2000. Als spielender Co-Trainer verbrachte er die folgende Saison bei Westfalia Herne.
Ab der Saison 2015/16 war Bölstler Sportdirektor beim Wuppertaler SV. Gleich in der ersten Saison stieg er mit dem Wuppertaler SV aus der Oberliga Niederrhein in die Regionalliga West auf. Anfang Februar 2017 wurde er in den Vorstand des Wuppertaler SV gewählt und bekleidete dort bis zum 26. Februar 2019 den Posten des Sportvorstandes.

## Erfolge
VfB Stuttgart
- DFB-Pokalsieger der A-Jugend 2001
- Deutscher A-Jugend-Vizemeister 2002

Karlsruher
- 2013 Aufstieg in die 2. Bundesliga